# Fnord
Fnord är ett fantasiord som introducerades i boken Principia Discordia av Kerry Thornley och Greg Hill. Begreppet spreds och populariserades sedan i trilogin Illuminatus! av Robert Shea och Robert Anton Wilson som nådde kultstatus från mitten av 1970-talet.

## Fnord i Illuminatus!
Handlingen i Illuminatus! är satirisk. Boken är skriven på ett lätt förvirrande sätt, med växlande perspektiv, kast mellan första och tredje person, hopp i handlingen och tidslinjen. I historien förekommer referenser till många verkliga eller inbillade konspirationsteorier.  
I Illuminatus! version har "fnord" hypnotisk kraft. Genom en stor konspiration lär sig alla barn i grundskolan att känna oro och ångest när de stöter på ett fnord, men på grund av hypnosen uppfattar de inte fnorden medvetet. (Det är därför inte ordet "fnord" i sig som är ett fnord.)
Fnord används i tidningsartiklar om viktiga ämnen, för att förhindra kritiskt och rationellt tänkande kring viktiga frågor. Reklam och lättsamma ämnen innehåller inte fnord, vilket får majoriteten att föredra underhållning eller konsumism framför att delta i samhällsdebatten. 
"Jag ser fnorden!" är en fras tagen från boken som blivit signal om protest mot överheten, konsumtionssamhället och/eller korrumperad statlig makt. Som sådan har den tagit sig utanför litteraturens värld och var under en tid på 1970-talet en populär graffiti bland människor med anarkistiska sympatier. (Under 1980 och 1990-talet var en bro mellan Earlsdon och Coventry lokalt känd som "the anarchy bridge" på grund av sådan graffiti. Bron blev också känd genom A Touch of Love av Jonathan Coe.)